# Canottaggio ai Giochi della XIV Olimpiade - Due senza maschile
La competizione del due senza maschile dei Giochi della XIV Olimpiade si è svolta dal 5 al 9 agosto 1948 al bacino del Royal Regatta a Henley-on-Thames.

## Risultati

### Batterie
Si sono disputate il 5 agosto. I vincitori alle semifinali, i restanti ai recuperi.
| Pos. | Nazione   | Atleti                       | Tempo  |
| ---- | --------- | ---------------------------- | ------ |
| 1    | Svizzera  | Hans Kalt Josef Kalt         | 7'20"4 |
| 2    | Australia | Spencer Grace Edward Bromley | 7'26"8 |
| 3    | Danimarca | Jørn Snogdahl Søren Jensen   | 7'28"3 |

| Pos. | Nazione       | Atleti                        | Tempo  |
| ---- | ------------- | ----------------------------- | ------ |
| 1    | Gran Bretagna | Jack Wilson Ran Laurie        | 7'20"3 |
| 2    | Italia        | Felice Fanetti Bruno Boni     | 7'22"2 |
| 3    | Argentina     | Oscar Moreno Carlos Sambuceti | 7'54"2 |

| Pos. | Nazione     | Atleti                              | Tempo  |
| ---- | ----------- | ----------------------------------- | ------ |
| 1    | Austria     | Gerhard Watzke Kurt Watzke          | 7'19"3 |
| 2    | Stati Uniti | John Wade Ralph Stephan             | 7'20"3 |
| 3    | Svezia      | Evert Gunnarsson Bernt Torberntsson | 7'36"3 |

| Pos. | Nazione | Atleti                           | Tempo  |
| ---- | ------- | -------------------------------- | ------ |
| 1    | Brasile | Pércio Zancani Paulo Diebold     | 7'33"1 |
| 2    | Belgio  | Charles Van Antwerpen Josef Rosa | 7'35"0 |
| 3    | Francia | Peter Rothley Paul Heitz         | 7'36"2 |

### Recuperi
Si sono disputati il 6 agosto. I vincitori alle semifinali.
| Pos. | Nazione     | Atleti                    | Tempo  |
| ---- | ----------- | ------------------------- | ------ |
| 1    | Italia      | Felice Fanetti Bruno Boni | 7'24"6 |
| 2    | Stati Uniti | John Wade Ralph Stephan   | 7'30"5 |
| 3    | Francia     | Peter Rothley Paul Heitz  | 7'42"3 |

| Pos. | Nazione   | Atleti                           | Tempo  |
| ---- | --------- | -------------------------------- | ------ |
| 1    | Danimarca | Jørn Snogdahl Søren Jensen       | 7'26"4 |
| 2    | Belgio    | Charles Van Antwerpen Josef Rosa | 7'34"4 |
| 3    | Argentina | Oscar Moreno Carlos Sambuceti    | 7'45"7 |

| Pos. | Nazione   | Atleti                              | Tempo  |
| ---- | --------- | ----------------------------------- | ------ |
| 1    | Australia | Spencer Grace Edward Bromley        | 7'28"4 |
| 2    | Svezia    | Evert Gunnarsson Bernt Torberntsson | 7'34"9 |

### Semifinali
Si sono disputate il 7 agosto. I vincitori in finale.
| Pos. | Nazione   | Atleti                       | Tempo  |
| ---- | --------- | ---------------------------- | ------ |
| 1    | Svizzera  | Hans Kalt Josef Kalt         | 7'47"3 |
| 2    | Australia | Spencer Grace Edward Bromley | 7'54"5 |
| 3    | Austria   | Gerhard Watzke Kurt Watzke   | n/d    |

| Pos. | Nazione   | Atleti                     | Tempo  |
| ---- | --------- | -------------------------- | ------ |
| 1    | Italia    | Felice Fanetti Bruno Boni  | 7'52"8 |
| 2    | Danimarca | Jørn Snogdahl Søren Jensen | 7'54"3 |

| Pos. | Nazione       | Atleti                       | Tempo  |
| ---- | ------------- | ---------------------------- | ------ |
| 1    | Gran Bretagna | Jack Wilson Ran Laurie       | 8'05"9 |
| 2    | Brasile       | Pércio Zancani Paulo Diebold | n/d    |

### Finale
Si è disputata il 9 agosto.
| Pos.    | Nazione       | Atleti                    | Tempo  |
| ------- | ------------- | ------------------------- | ------ |
| Oro     | Gran Bretagna | Jack Wilson Ran Laurie    | 7'21"1 |
| Argento | Svizzera      | Hans Kalt Josef Kalt      | 7'23"9 |
| Bronzo  | Italia        | Felice Fanetti Bruno Boni | 7'31"5 |